# Mubi (Streamingdienst)
Mubi (Eigenschreibweise: MUBI, ehemals The Auteurs) ist ein abonnementbasierter Streamingdienst und Filmverleih mit Sitz in London.

## Geschichte
Mubi wurde von dem türkischen Unternehmer Efe Çakarel im Jahr 2007 gegründet. Die Streamingplattform hat sich auf Filmkunst und Klassiker spezialisiert. Mubi sieht sich nicht als Konkurrent zum Kino, anders als Netflix, der sich gegen die herkömmliche Kinoauswertung seiner Filme sperrt.

## Konzept
Auf der Website sind neben bekannten internationalen und Arthouse-Produktionen auch Kurz- und Nischenfilme zu finden. Insofern versteht sich die Plattform auch als „Film-Kurator“. Neben ausgewählten Filmen verschiedener Festivals zeigt Mubi Klassiker des Kinos. Die Plattform finanziert sich über ein Abonnement-System. Ergänzt wird das Angebot von einer Social-Network-Funktion zur Bewertung und Diskussion von Filmen.